# Surinaams volleybalteam (vrouwen)
Het Surinaams vrouwenvolleybalteam is het nationale volleybalteam van de Republiek Suriname. Het teamvertegenwoordigt Suriname tijdens internationale volleybalwedstrijden. Het team maakt deel uit van de Surinaamse Volleybal Bond en het Surinaams Olympisch Comité.
In 2021, stond de ploeg wereldwijd op de 83ste plaats op de FIVB Wereldranglijst damesvolleybal met een wereldranglijstscore van 58. De ploeg stond in september 2019 wereldwijd op de 52e plaats van de Fédération Internationale de Volleyball (FIVB).
In augustus 2024 bereikte het team de 54e positie op de FIVB-Wereldranglijst damesvolleybal, met een score van 50.82.

## Toernooihistorie
| Jaar | Cazova Senior Women's Championship | Pan-American Cup |
| ---- | ---------------------------------- | ---------------- |
| 2017 | Brons                              |                  |
| 2018 | Zilver                             |                  |
| 2019 |                                    |                  |
| 2020 |                                    |                  |
| 2021 |                                    |                  |
| 2022 |                                    |                  |
| 2023 | 4e                                 |                  |
| 2024 |                                    | 12e              |

## Huidige selectie
De huidige selectie van het Surinaams Dames Volleybalteam (stand 2024).
| Nr | Naam               | Club    | Land | Positie      | Lengte |
| -- | ------------------ | ------- | ---- | ------------ | ------ |
| 5  | Cailynn Griffith   | Yelyco  | SUR  | Passer/Loper | 1,68   |
| 6  | Janneke Tammenga   | Gideon  | SUR  | Passer/Loper | 1,88   |
| 7  | Morena Leter       | Bazooka | SUR  | Midden       | 1,80   |
| 8  | Avaira Sengwai     | Marwina | SUR  | Midden       | 1,78   |
| 9  | Samara van Kallen  | Condor  | SUR  | Midden       | 1,80   |
| 10 | Jeannette Tammenga | Gideon  | SUR  | Spelverdeler | 1,82   |
| 14 | Chagnaz Fränkel    | Yelyco  | SUR  | Spelverdeler | 1,64   |
| 16 | Johanna Tammenga   | LIVO    | SUR  | Midden       | 1,85   |
| 17 | Chelleney Soedamah | Gideon  | SUR  | Libero       | 1,59   |
| 19 | Jose Tammenga      | Gideon  | SUR  | Passer/Loper | 1,88   |
| 24 | Livana Verheul     | SVV     | SUR  | Diagonaal    | 1,75   |